# Étraye
Étraye – miejscowość i gmina we Francji, w regionie Grand Est, w departamencie Moza.
Według danych na rok 1990 gminę zamieszkiwały 53 osoby, a gęstość zaludnienia wynosiła 7 osób/km² (wśród 2335 gmin Lotaryngii Étraye plasuje się na 992. miejscu pod względem liczby ludności, natomiast pod względem powierzchni na miejscu 784.).